# Ceriana multipunctata
Ceriana multipunctata är en tvåvingeart som först beskrevs av Hull 1941.  Ceriana multipunctata ingår i släktet griffelblomflugor, och familjen blomflugor. Inga underarter finns listade i Catalogue of Life.